# Vos en Haas redden het bos
Vos en Haas redden het bos (Engels: Fox and Hare Save the Forest) is een Nederlands-Belgisch-Luxemburgse 3D-animatiefilm uit 2024, geregisseerd door Mascha Halberstad en gebaseerd op de "Vos en Haas"-boekenreeks van Sylvia Vanden Heede.

## Verhaal
Bever is een klein en arrogant wezen dat samen met twee Ratten een enorme dam gebouwd heeft en ervoor gezorgd heeft dat de rivier niet meer stroomt. Daardoor ontstaat een enorm meer. Ondertussen hebben Vos en Haas plezier met hun vrienden op een feestje. Wanneer Uil na het feest terug naar zijn huis gaat, ziet hij vreemde waterstromingen bij zijn boom. Hij wordt bang en vliegt weg. Wanneer de volgende dag Vos en Haas merken dat Uil weg is, gaan ze samen met hun vrienden naar hem op zoek. Ze vinden alleen het vreemde meer en terwijl het waterpeil blijft stijgen, komt het bos in gevaar. Ze moeten er alles aan doen om het bos te redden.

## Stemverdeling
| Personage  | Engelse stem       | Nederlandse stem | Vlaamse stem            |
| ---------- | ------------------ | ---------------- | ----------------------- |
| Bever      | Rob Rackstraw      | Alex Klaasen     | Govert Deploige         |
| Rat        | Rob Rackstraw      | Alex Klaasen     | Joris Hessels           |
| Tusk       | Rob Rackstraw      |                  | Walter Baele            |
| Jack       | Rob Rackstraw      |                  | Walter Baele            |
| Vos        | Dan Renton Skinner |                  | Bram Van Outryve        |
| Rat        | Dan Renton Skinner | Remko Vrijdag    | Dominique Van Malder    |
| Uil        | Jamie Quinn        |                  | Robrecht Van den Thoren |
| Haas       | Teresa Gallagher   | Sigrid ten Napel | Daphne Wellens          |
| Pinguïn    | Sarah Madigan      | Ilse Warringa    | Katrien De Becker       |
| Zeemeermin | Sarah Madigan      | Ilse Warringa    | Amber Goethals          |

## Productie
In 2019 verscheen de 26-delige televisieserie Vos en Haas, die Mascha Halberstad regisseerde, samen met artdirector en 3D-animatieregisseur Tom van Gestel. Deze 3D-animatiefilm werd dit keer door Halberstad solo geregisseerd, en is net zoals de serie, geïnspireerd op de bekroonde kinderboeken van Sylvia Vanden Heede. Omdat de serie een groot succes bleek te zijn en aan diverse landen werd verkocht, kreeg Halberstad voor deze filmversie de vrije hand van producent Submarine. Terwijl de animatieserie gericht is op het jongste publiek, evolueerde de film al snel tot een familiefilm met volwassen grapjes.
De film werd geproduceerd door Submarine (Nederland), Doghouse Films (Luxemburg) en Walking The Dog (België). De film wordt gedistribueerd door Doghouse Films in Nederland en Urban Sales heeft de wereldwijde verkooprechten van de film.

## Release
Vos en Haas redden het bos ging op 18 februari 2024 in première op het Internationaal filmfestival van Berlijn in de "Generation Kplus"-sectie.

## Prijzen en nominaties
De belangrijkste:
| Jaar | Prijs                                   | Categorie                        | Genomineerde(n)   | Uitslag     |
| ---- | --------------------------------------- | -------------------------------- | ----------------- | ----------- |
| 2024 | Internationaal filmfestival van Berlijn | Generation Kplus Kristallen Beer | Mascha Halberstad | Genomineerd |